# Cooperativă de credit
Cooperativele de credit sunt o categorie de institutii de credit. În România, primele forme ale cooperației de credit au apărut în anul 1851, când a luat ființă prima bancă populară din Ardeal, în ținutul Bistriței.
În perioada 1871-1881 au apărut numeroase societăți de credit și economie în aproape toate orașele mari ale României.
În 1903, este promulgată Legea băncilor populare sătești și a Casei lor centrale.
În anul 1948, cooperativele de credit își încetează activitatea, în baza unei hotărâri a Consiliului de Miniștri, fiind reînființate abia în 1954.
În 1990, este promulgat Decretul-Lege nr. 67 privind organizarea și funcționarea cooperației de consum și de credit, iar în 1996, Parlamentul adoptă Legea nr. 109 privind organizarea și funcționarea cooperației de consum și a cooperației de credit.
În anul 2000, Guvernul emite OUG nr. 97 privind organizațiile cooperatiste de credit, iar în 2002, Parlamentul adoptă Legea 200 pentru aprobarea OUG 97/2000.
În baza acesteia, în urma unor documentații tehnico-bancare și a unor verificări foarte exigente, rețeaua cooperatistă CREDITCOOP primește autorizație de funcționare din partea Băncii Naționale a României.
După 1990, cooperația a cunoscut o dezvoltare constantă.
Apariția, în 1997-1998, a unor bănci populare independente, autointitulate și „cooperative de credit”, care au profitat de unele imperfecțiuni ale sistemului legislativ din acea perioadă, a determinat Guvernul să adopte noi măsuri legislative, interzicând chiar înființarea de noi astfel de instituții.
Noua legislație a dat posibilitatea BNR de a supraveghea și controla activitățile bancare efecuate în cadrul cooperației de credit.
Multe auto-intitulate bănci populare nu au putut fi controlate, o bună perioadă de timp, din cauza unui vid legislativ.
BNR le-a luat în colimator din 2002, însă mult timp nu s-a făcut mai nimic pentru a stopa fenomenul.
Iar Poliția sau Garda Financiară nu le putea verifica activitatea decât împreună cu experți bancari în condițiile în care aceste pseudo-bănci au funcționat ani de zile fără să fie verificate de cineva, se putea ajunge la situația în care mii de deponenți să își piardă toți banii odată cu falimentul acestora.
Cazuri celebre de fraude în au existat în cazurile băncilor populare Banca Populară Aurora, Banca Populară de Credit, Credit Bank și Columna Bank.
Acestea au profitat de lipsa legislației în domeniu și au promis credite cu dobânzi minuscule și câștiguri imense la depozite.